# Day-Leeds
Day-Leeds is een Brits historisch merk van motorfietsen.
De bedrijfsnaam was: Job, Day & Sons Ltd., Leeds.
Job, Day & Sons was een machinefabriek, die in 1912 motorfietsen ging produceren. Daarvoor gebruikte men een in eigen huis ontwikkelde 496cc-eencilindermotor. Er is ook sprake van "driewielers", waarschijnlijk triporteurs, want forecars waren toen niet meer zo gewild.
In 1914 werd de productie beëindigd, mogelijk noodgedwongen, want door het uitbreken van de Eerste Wereldoorlog en de dreigende materiaalschaarste moesten de meeste merken de productie stilleggen.